# Univerzita Waseda

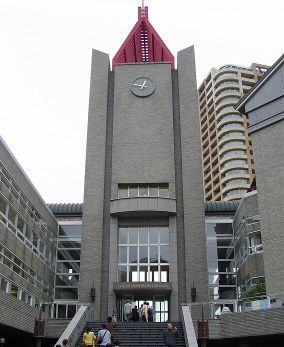
Centrální knihovna univerzity Waseda

Univerzita Waseda (早稲田大学), zkráceně Sódai (早大), je soukromá výzkumná univerzita, jedna z nejstarších a nejprestižnějších univerzit v Japonsku a jedna z šesti nejvýznamnějších univerzit v Tokiu. Mezi absolventy univerzity patří i sedm premiérů Japonska a CEO společností Sony, Toshiba, Honda, Samsung Group, Mitsubishi či Nintendo. Hlavní kampus se nachází v tokijské čtvrti Šindžuku – jednom z hlavních obchodních a administrativních center Tokia. Celková rozloha univerzitních pozemků činí 2 099 200 m2.

## Historie
Dne 21. října 1882 Univerzitu Waseda,  jako specializovanou vyšší odbornou školu „Tókjó senmon gakkó“, založil Ókuma Šigenobu (1838–1922), předseda vlády Japonského císařství v roce 1898 a v letech 1914 až 1916, politik, samuraj z vysoce postavené samurajské rodiny, významný člen oligarchie Meidži a první zastánce západní vědy a kultury v Japonsku. Status univerzity a název Univerzita Waseda získala roku 1902. Velká část budov byla těžce poškozena během spojeneckého bombardování Tokia za druhé světové války. Školní výuka byla obnovena téměř okamžitě po válce, dne 11. září 1945 (Japonsko kapitulovalo 2. září 1945). Studenti až do dokončení rekonstrukce museli vydržet špatné podmínky pro učení. Obnoveny byly i mimoškolní aktivity, sportovní kluby obnovily činnost v listopadu 1945 a k březnu 1947 bylo založeno a zaregistrováno přes sto studentských klubů (kroužků). Univerzita Waseda byla zrekonstruována a znovuotevřena 21. dubna 1949 v rámci nového systému na základě nového Zákona o školním vzdělávání (School Education Act) z roku 1947.
V roce 2006 bylo na univerzitě zapsáno 46 034 studentů v základním cyklu, 8 460 postgraduálních studentů a 1 666 učitelů v plném pracovním poměru. Ve stejném roce na Wasedě studovalo také 2 190 zahraničních výměnných studentů, což je v Japonsku nejvyšší počet hned po státem provozované Tokijské univerzitě. Pod střechami univerzitní knihovny se nachází více než 5 100 000 titulů knih. 
Dne 21. října 2007 Univerzita Waseda oslavila 125 let. V roce 2007 také proběhla reorganizace univerzity a Henry A. Kissinger obdržel čestný doktorát za svůj přínos světovému míru, ve svém projevu zdůraznil význam mezinárodní spolupráce pro studenty.

## Fakulty a studijní možnosti
Přehled možností vzdělávání (květen 2023):

### Fakulty
Univerzita má deset fakult.
- Fakulta politických věd a ekonomie (Faculty of Political Science and Economics)
- Právnická fakulta (Faculty of Law)
- Fakulta literatury, umění a věd (Faculty of Letters, Arts and Sciences)
- Fakulta pedagogiky a integrovaných věd a umění (Faculty of Education and Integrated Arts and Sciences)[6]
- Obchodní fakulta (Faculty of Commerce)
- Přírodovědecká a technická fakulta (Faculty of Science and Engineering)
- Fakulta sociálních věd (Faculty of Social Sciences)
- Fakulta humanitních věd (Faculty of Human Sciences)
- Fakulta sportovních věd (Faculty of Sport Sciences)
- Fakulta mezinárodního výzkumu a vzdělávání (Faculty of International Research and Education)

### Bakalářské studium
- Škola politických věd a ekonomie (School of Political Science and Economics)
- Právnická fakulta (School of Law)
- Škola kultury, médií a společnosti (School of Culture, Media and Society)
- Škola humanitních a společenských věd (School of Humanities and Social Sciences)
- Škola vzdělávání (School of Education)[7]
- Obchodní škola (School of Commerce)
- Škola základních věd a inženýrství (School of Fundamental Science and Engineering)
- Škola tvůrčích věd a inženýrství (School of Creative Science and Engineering)
- Škola pokročilých věd a inženýrství (School of Advanced Science and Engineering)
- Škola společenských věd (School of Social Sciences)
- Škola humanitních věd (School of Human Sciences)
- Škola sportovních věd (School of Sport Sciences)
- Škola mezinárodních liberálních studií (School of International Liberal Studies)

### Online studium
- Škola humanitních věd, e-škola (School of Human Sciences, e-school)

### Postgraduální studium
Kromě toho existují ještě postgraduální fakulty, speciální fakulta studia japonštiny pro zahraniční studenty, atd.
- Postgraduální škola politických věd (Graduate School of Political Science)
- Postgraduální škola ekonomie (Graduate School of Economics)
- Postgraduální právnická škola (Graduate School of Law)
- Postgraduální škola literatury, umění a věd (Graduate School of Letters, Arts and Sciences)
- Postgraduální obchodní škola (Graduate School of Commerce)
- Postgraduální škola elementárních věd a inženýrství (Graduate School of Fundamental Science and Engineering)
- Postgraduální škola kreativních věd a inženýrství (Graduate School of Creative Science and Engineering)
- Postgraduální škola pokročilých věd a inženýrství (Graduate School of Advanced Science and Engineering)
- Postgraduální pedagogická škola (Graduate School of Education)
- Postgraduální škola humanitních věd (Graduate School of Human Sciences)
- Postgraduální škola společenských věd (Graduate School of Social Sciences)
- Postgraduální škola sportovních věd (Graduate School of Sport Sciences)
- Postgraduální škola obchodu a financí (Graduate School of Business and Finance)
- Obchodní škola (Business School)
- Právnická škola (Law School)
- Postgraduální škola účetnictví (Graduate School of Accountancy)
- Postgraduální škola asijsko-pacifických studií (Graduate School of Asia-Pacific Studies)
- Postgraduální škola mezinárodních kulturních a komunikačních studií (Graduate School of International Culture and Communication Studies)
- Postgraduální škola aplikované japonské lingvistiky (Graduate School of Japanese Applied Linguistics)
- Postgraduální škola informací, výroby a systémů (Graduate School of Information, Production and Systems)
- Postgraduální škola životního prostředí a energetiky (Graduate School of Environment and Energy Engineering)
- Postgraduální škola veřejné správy (Graduate School of Public Management) *přihlášky již nepřijímá
- Postgraduální škola vzdělávání učitelů (Graduate School of Teacher Education) *přihlášky již nepřijímá

Waseda je také činná po stránce sportovních aktivit. Hraje se zde kopaná, ragby a známý a sledovaný je především univerzitní baseball. Dvakrát do roka probíhá tzv. Sókeisen (早慶戦), baseballové utkání týmu Univerzity Waseda a Univerzity Keió, které sledují studenti obou škol i příznivci baseballu po celém Japonsku.
Univerzita nabízí také široké spektrum mimoškolních aktivit. Počet zájmových kroužků (tzv. sákuru) přesahuje 3 000.

## Absolventi
Mezi významné absolventy patří Masaru Ibuka, spoluzakladatel společnosti Sony, Šuntaro Furukawa, prezident společnosti Nintendo, světoznámý spisovatel Haruki Murakami, premiéři Japonska Tanzan Išibaši, Noboru Takešita, Tošiki Kaifu, Keizó Obuči, Joširó Mori, Jasuo Fukuda, Jošihiko Noda a Fumio Kišida; průkopník videoartu a experimentální filmař Kóhei Andó; Li Ta-čao, spoluzakladatel Komunistické strany Číny; držitel Zlaté palmy, režisér Šóhei Imamura; Tadaši Janai, zakladatel a generální ředitel společnosti Fast Retailing a nejbohatší muž Japonska; Čiune Sugihara, japonský diplomat, který během holocaustu zachránil 5 558 Židů; Šizuka Arakawová, stříbrná olympijská vítězka v krasobruslení na ZOH 2006 v Turíně; slavný básník japonské básnické formy tanka Hakušú Kitahara; Doppo Kunikida, spisovatel a básník z období Meidži, známý jako jeden z vynálezců japonského naturalismu; bývalý starosta města Ósaka Tóru Hašimoto; úspěšný hráč nejvyšší a plně profesionální baseballové ligy v severní Americe Major League Baseball Nori Aoki; dvojnásobný zlatý olympijský vítěz v krasobruslení na ZOH 2014 v Soči a ZOH 2018 v Kangnungu v Jižní Koreji Juzuru Hanjú, považovaný za nejlepšího krasobruslaře v historii, když 26. prosince 2021 skočil v soutěži jako první muž čtverného Axela (čtverný skok).